# Northrop Gamma
Northrop Gamma là một loại máy bay chở hàng của Hoa Kỳ trong thập niên 1930.

## Biến thể
Gamma 2A
Gamma 2B
Gamma 2C (YA-13)
XA-16
Gamma 2D
Gamma 2E
Gamma 2F
Gamma 2G
Gamma 2H
Gamma 2J
Gamma 2L
Gamma 5A
Gamma 5B
Gamma 5D

## Quốc gia sử dụng

### Quân sự
Đài Loan
 Nhật Bản
 Cộng hòa Tây Ban Nha
- Không quân Cộng hòa Tây Ban Nha

 Hoa Kỳ
- Quân đoàn Không quân Lục quân Hoa Kỳ

### Dân sự
Manchukuo
- Manchukuo National Airways

 Hoa Kỳ
- Trans World Airlines

## Tính năng kỹ chiến thuật (Gamma 2D)
Dữ liệu lấy từ McDonnell Douglas Aircraft since 1920 
Đặc điểm tổng quát
- Kíp lái: 1
- Chiều dài: 31 ft 2 in (9,5 m)
- Sải cánh: 47 ft 9½ in (14,57 m)
- Chiều cao: 9 ft 0 in (2,74 m)
- Diện tích cánh: 363 ft² (33,7 m²)
- Trọng lượng rỗng: 4.119 lb (1.868 kg)
- Trọng lượng có tải: 7.350 lb (3.334 kg)
- Động cơ: 1 × Wright R-1820 Cylone, 710 hp (530 kW)

 Hiệu suất bay 
- Vận tốc cực đại: 223 mph (194 knot, 359 km/h) trên độ cao 6.300 ft (1.920 m)
- Vận tốc hành trình: 204 mph (177 knot, 328 km.h)
- Tầm bay: 1.970 mi (1.713 hải lý, 3.170 km)
- Trần bay: 23.400 ft (7.130 m)
- Vận tốc lên cao: 1.390 ft/phút (7,1 m/s)
- Tải trên cánh: 20,2 lb/ft² (98,9 kg/m²)
- Công suất/trọng lượng: 0,096 hp/lb (0,16 kW/kg)